# Kendall Wright
Kendall Thomas Wright (* 12. November 1989 in Pittsburg, Texas) ist ein US-amerikanischer American-Football-Spieler auf der Position des Wide Receivers. Er spielte zuletzt für die Minnesota Vikings in der National Football League (NFL).

## College
Wright, in seiner Jugend auch ein talentierter und erfolgreicher Leichtathlet, besuchte die Baylor University und spielte für deren Mannschaft, die Bears, sowohl Basketball als auch erfolgreich College Football, wobei er 32 Touchdowns erzielte.

## NFL

### Tennessee Titans
Er wurde beim NFL Draft 2012 in der ersten Runde als 20. Spieler von den Tennessee Titans ausgewählt. In seiner Rookie-Saison kam Wright in 15 Spielen zum Einsatz und konnte 4 Touchdowns erzielen. In der folgenden Spielzeit konnte er erstmals mehr als 1.000 Yards erzielen. 2015 bestritt er verletzungsbedingt nur 10 Partien.

### Chicago Bears
Wright unterschrieb am 12. März 2017 nach Ablauf seines Vertrages mit den Titans einen Einjahresvertrag bei den Chicago Bears über 4 Millionen US-Dollar.

### Minnesota Vikings
Die Minnesota Vikings verpflichteten Wright am 30. März 2018, nachdem sie zwei Wochen zuvor Jarius Wright entließen. Er schaffte es aber letztlich nicht in den Kader und wurde kurz vor Beginn der Regular Season entlassen.